# San Giorgio della Richinvelda
San Giorgio della Richinvelda est une commune de la province de Pordenone, dans la région Frioul-Vénétie Julienne, en Italie.

## Personnalités
- Dans le cimetière de la frazione de Provesano se trouve la sépulture de l'homme politique néerlandais Pim Fortuyn.

## Administration
| Période                                  | Période  | Identité          | Étiquette    | Qualité |
| ---------------------------------------- | -------- | ----------------- | ------------ | ------- |
| 10 juin 2003                             | En cours | Anna Maria Papais | Lista Civica |         |
| Les données manquantes sont à compléter. |          |                   |              |         |

Réélue le 15 avril 2008.

### Hameaux
Aurava, Cosa, Domanins, Pozzo, Provesano, Rauscedo.

### Communes limitrophes
Arzene, Cordenons, Dignano, Flaibano, San Martino al Tagliamento, Sedegliano, Spilimbergo, Vivaro, Zoppola.

### Évolution démographique
Habitants recensés